# خولیو لورنت
خولیو لورنت (انگلیسی: Julio Llorente؛ زادهٔ ۱۴ ژوئن ۱۹۶۶) بازیکن فوتبال اهل اسپانیا است.
از باشگاه‌هایی که در آن بازی کرده‌است می‌توان به باشگاه ورزشی رئال مایورکا، باشگاه فوتبال رئال مادرید، باشگاه فوتبال رئال مادرید کاستیا، و باشگاه ورزشی تنریف اشاره کرد.
وی همچنین در تیم‌های ملی فوتبال زیر ۱۸ سال اسپانیا و زیر ۲۱ سال اسپانیا بازی کرده‌است.